# Amarna Royal Tombs Project
L'Amarna Royal Tombs Project (ARTP, "progetto per le tombe reali di Amarna") è un progetto di esplorazione archeologica della Valle dei Re diretta da Carl Nicholas Reeves dell'Università di Durham.
Questo progetto fu creato nel 1998 con i seguenti obiettivi principali:
- studiare sul campo e nei documenti il destino delle mummie reali mancanti di Amarna, trasferite nella Valle dei Re dopo l'abbandono di El-Amarna sotto il regno di Tutankhamon;
- studiare, nella zona centrale della Valle dei Re, la relazione tra le sepolture del periodo armaniano, cioè le tombe KV55 e KV62 (tomba di Tutankhamon), e l'incidenza potenziale sulle altre sepolture di questo periodo;
- determinare la topografia del sito quale poteva essere nell'antichità e fino a un'epoca più recente, al fine di determinare una strategia di prevenzione delle inondazioni.

Questo progetto è stato attivo per quattro stagioni di scavo, trenta giorni nel 1998, quaranta giorni nel 1999, tredici giorni nel 2000 e trentacinque giorni nel 2002, prima di essere interrotto a causa della revoca dei permessi da parte del Consiglio Supremo delle Antichità egiziano.